# Melford Okilo
Melford Obiene Okilo (* 30. November 1933; † 5. Juli 2008) war ein nigerianischer Politiker, der von 1956 bis 1964 als Abgeordneter und während der Ersten Republik Nigerias als Minister diente. Er war der erste gewählte Gouverneur des nigerianischen Bundesstaates Rivers und amtierte von 1979 bis 1983 während der Zweiten Republik Nigeria. Später vertrat er Bayelsa East von 1999 bis 2003 als Senator in der Vierten Republik Nigeria.

## Frühe Karriere
Okilo wurde am 30. November 1933 in Emakalakala, Ogbia, Bundesstaat Bayelsa, geboren und war Ijaw-Abstammung. Er absolvierte ein Anwaltsstudium, ging jedoch erst im Alter von 23 Jahren in die Politik.
Okilo war zwischen 1956 und 1959 Abgeordneter. Im Dezember 1959 wurde er wiedergewählt, um den Wahlkreis Brass auf der Plattform des Niger Delta Congress zu vertreten. Der Premierminister Sir Abubakar Tafawa Balewa ernannte ihn später zum parlamentarischen Sekretär und Minister. Er spielte eine bedeutende Rolle bei der Verabschiedung des Niger Delta Development Board (1961), das sich mit den Problemen der vernachlässigten Nigerdelta-Region befasste.
Bei einem Besuch in New York im Jahr 1965 stieß er auf ein Buch über Walter Russell, „Der Mann, der die Geheimnisse des Universums erschloss“, das sein Denken nachhaltig beeinflusste. Später veröffentlichte Walter Russells University of Science and Philosophy seine Bücher und Ende der 1990er Jahre war er Präsident der Universität.
Während des Militärregimes von General Yakubu Gowon diente Okilo in der Regierung des Bundesstaates Rivers, zunächst als Bildungsminister und dann von 1971 bis 1975 als Minister für Landwirtschaft, Fischerei und natürliche Ressourcen.

## Zweite Republik
Während des Regimes von General Olusegun Obasanjo war er Mitglied der verfassunggebenden Versammlung (1977–1978), die zur Zweiten Republik Nigeria führte. Er war Vorsitzender des Zweigs der National Party of Nigeria (NPN) im Bundesstaat Rivers (1978–1983) und wurde 1979 auf der Plattform der NPN zum Gouverneur des Bundesstaats Rivers gewählt. Als Gouverneur gründete Okilo die Rivers State University of Science and Technology. Er eröffnete das unabhängige Kraftwerk in Imiringi im Verwaltungsbezirk Ogbia, heute im Bundesstaat Bayelsa, ein großes Gasturbinenkraftwerk.
Er schuf fünfzig Entwicklungseinheiten für die stark vernachlässigten ländlichen Gebiete und führte eine Politik ein, bei der den Menschen vor Ort die Verantwortung und Macht übertragen wurde, ihre lokalen Gemeinschaften zu regieren und zu entwickeln. Er führte Programme zur Landgewinnung, zur Erosionskontrolle, zum Bau von Straßen und Kanälen sowie zur Errichtung ländlicher Wohnsiedlungen und Industriegebiete durch.
Präsident Shehu Shagari verlieh ihm 1983 die Auszeichnung „Commander of the Order of the Federal Republic of Nigeria“.
Er wurde 1983 auf der NPN-Plattform wiedergewählt und verlor sein Amt, als General Muhammadu Buhari im Dezember 1983 durch einen Militärputsch die Macht übernahm.
Bald nach seiner Machtübernahme richtete Buhari Militärtribunale ein, um Beamte aus der Shagari-Ära vor Gericht zu stellen, denen die Veruntreuung öffentlicher Gelder vorgeworfen wurde.
Im Juli 1986 wurde er von den gegen ihn erhobenen Anklagen freigesprochen und erlangte nach einer gerichtlichen Überprüfung durch die Tribunale seine Freiheit zurück. Später wurde er von Ibrahim Babangida freigelassen.

## Spätere Karriere
Im Juni 1989 war Okilo Redner bei einer Konferenz zum Thema „Weltgleichgewicht: Maßnahmen zur Rettung unseres Planeten“, die in Aspen, Colorado, stattfand. In einem Artikel aus dem Jahr 1992 zur Frage der Aufteilung der Öleinnahmen bezog sich Okilo auf die traditionelle Moral und sagte: „Wenn jemand einen großen Fisch oder ein anderes Tier tötet oder findet, drücken die Dorfbewohner oder die Gemeinschaft ihre Dankbarkeit aus … indem sie ihm oder ihr zuerst den besten Teil des Tieres oder Fisches geben, bevor der Rest des Fleisches oder Fisches aufgeteilt wird.“
Während des Regimes von General Sani Abacha war er Minister für Handel und Tourismus.
Im Januar 1994 war er Mitglied eines Ministerkomitees, das Ogoniland bereiste, nachdem es dort zu Unruhen von Ogoni-Demonstranten gegen die Shell-Aktivitäten gekommen war.
Obwohl der Bericht des Ausschusses Verständnis für die Notlage der Minderheiten in den Ölfördergebieten zeigte, wurde wenig unternommen.
Okilo wurde im Juli 1995 aus der Regierung ausgeschlossen, als das Militär seine Macht festigte.
Nach seiner Rückkehr in die Vereinigten Staaten wurde er Präsident der University of Science and Philosophy, die bereits zuvor seine philosophischen Schriften veröffentlicht hatte, darunter sein 1991 erschienenes Buch „The Law Of Life“.

## Vierte Republik
Im Januar 1999, kurz vor der Rückkehr zur Demokratie und während seines Wahlkampfs, wurde Okilo nach Unruhen unter den Ijaw im Nigerdelta von der scheidenden Militärregierung kurzzeitig festgenommen.
Okilo wurde auf der Plattform der Peoples Democratic Party (PDP) zum Senator für Bayelsa East gewählt und amtierte von Mai 1999 bis Mai 2003. Er wurde 2003 jedoch nicht wiedergewählt.
Als Senator war er stellvertretender Vorsitzender des Ausschusses für Erdgas und Vorsitzender des Ausschusses für Personalausweise.
Er blieb Direktor der University Of Science And Philosophy und wurde Vorstandsvorsitzender von Vision In Action, einem 2003 gegründeten Institut zum Austausch und zur Kommunikation von Erfahrungen zu Themen wie Führung, Kreativität, visionärem und strategischem Denken.
Im Jahr 2005 las er seinen eigenen Nachruf, nachdem die irrtümliche Meldung über seinen Tod aufgetaucht war. Später gab er auf einer Pressekonferenz bekannt, dass er vier Tage lang im Koma gelegen habe und man ihn für tot gehalten habe.
In einer Rede im Juli 2006 in Brixton, London, forderte Okilo die Anführer der Ijaw auf, ihren Fall bezüglich der Aufteilung der Öl- und Gaseinnahmen vor den Internationalen Gerichtshof zu bringen. Gleichzeitig forderte er die Jugendlichen der Region auf, auf Gewalt zu verzichten und nach friedlichen Mitteln zu suchen, um ihre Beschwerden vorzubringen.
Nach einer schweren Erkrankung wurde Okilo von seinem Verwalter Hauwa Ogbeide-Ihama von seinem Wohnsitz in Abuja zurück nach Bayelsa gebracht. Okilo starb am 5. Juli 2008 im Alter von 74 Jahren in Yenagoa, Bundesstaat Bayelsa.

## Bibliographie
- Nigeria: the search for political stability. Riverside Communications, 1989, ISBN 978-30333-4-4.
- The law of life. University of Science and Philosophy, 1991, ISBN 1-879605-03-1.
- Art of government and the Okilo administration. Riverside Communications, 1992, ISBN 978-30333-5-2.